# 共同運行

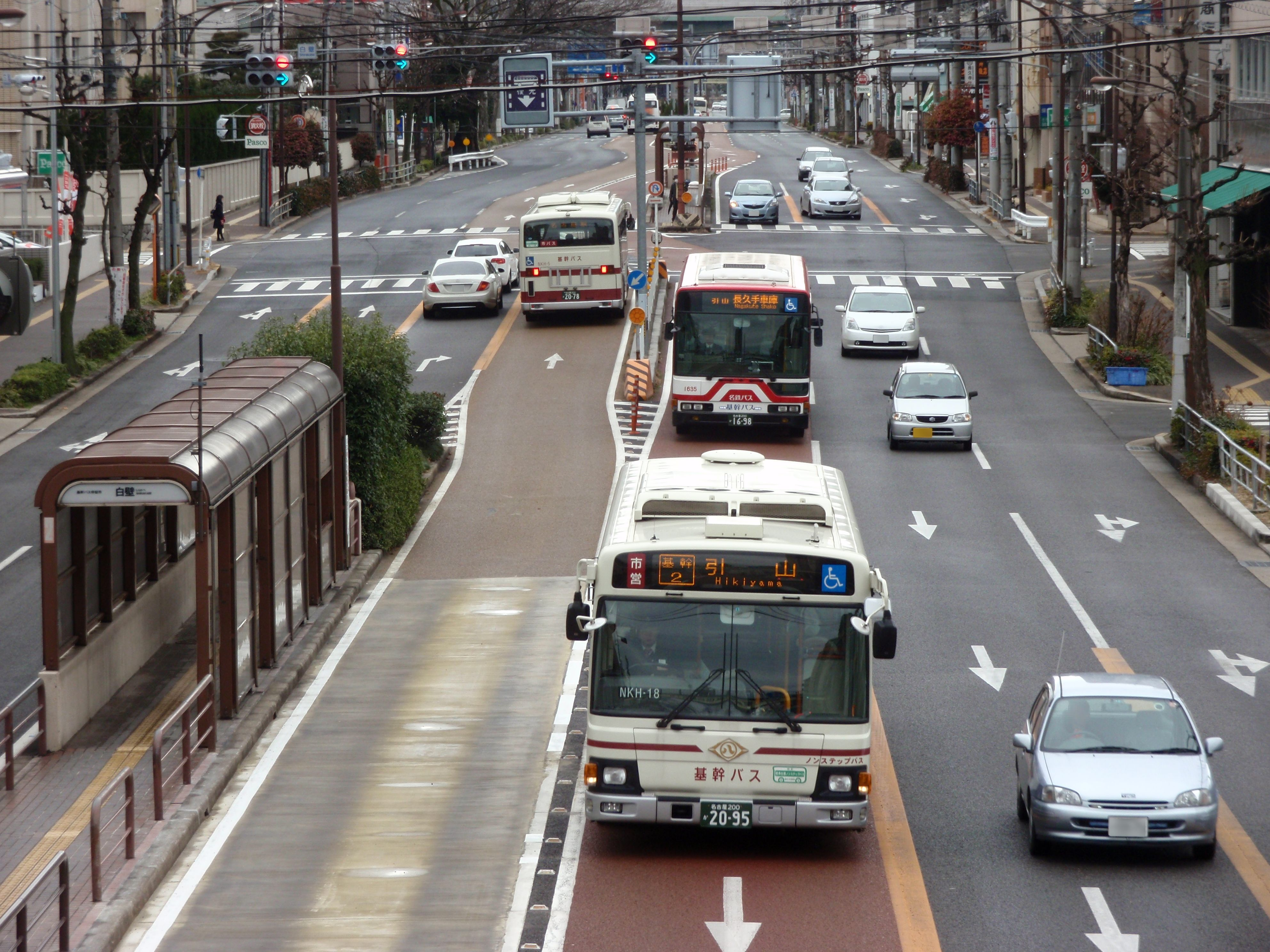
乗合バスにおける共同運行の例
名古屋市の「基幹バス」
（名古屋市営バス・名鉄バス）

共同運行（きょうどううんこう）とは、公共交通機関において複数の交通事業者が連携し、ダイヤグラムや運賃体系などを調整し「共同して」運行にあたること。航空便における「共同運航」をコードシェア便と呼ぶ。また船舶輸送の場合も「共同運航」と呼ばれる。「共同運行」の語は主にバス（乗合バス）で使用される。
対義語は「ダブルトラック」で、同一区間を運行する公共交通機関が全く調整を行わず、競合路線として運行している場合を指す。
本項では、日本の乗合バスにおける共同運行について記述する。

## 日本の乗合バスにおける共同運行

### 運行形態
1つの路線を複数のバス会社が共同して運行する。同じ区間を運行している複数のバス会社が、他社との無益な競合を避けるため、運行ダイヤや運賃体系などを調整して共同運行とするものである。これに対して1社で運行する場合は「単独運行」と称する。
日本ではおもに、営業エリアが同じ2社の場合と、異なる営業エリアの会社同士が相互に営業エリアを跨って運行する場合がある。前者は一般路線に、後者は高速路線に多く見られる。これは以前、乗合バスが路線免許制で、一度路線免許を取得すると競合を避けるため原則として事業の独占ができた経緯に端を発する。
バスの乗車券を2社以上で共通化することを「共通乗車制度」と言う。共通乗車制度は共同運行路線では原則となるが、共同運行ではないものにも適用できるため（これを拡大したものが共通乗車カードの類である）一応区別する必要がある。
基本的に始発地を営業エリアとする会社と終着地をエリアとする会社との間で行われることが多いが、そのどちらも営業エリアとしていないエリアに停車地がある場合はその営業エリアの会社も共同運行に参加する場合がある。この場合、途中停車地を営業エリアとする会社は他の路線で車両の送り込みが行われる場合も多い。

#### 相互乗り入れ
一般路線バスにおいて共同運行と称される場合、通常はこの方式である。同一の区間を運行する各社間で、ダイヤ・時刻・運行便数などの調整が行われる。系統番号については統一される場合も、統一されない場合もある。バス停留所に掲出されている時刻表が会社に関わらず1つにまとめられている場合は、このパターンであると考えてよい。
観光地を走る国鉄バス路線などでよく行われていた手法で、JRバスになっても続けられている路線が存在する。
運賃精算は基本的には行われないが（親会社と子会社の運行便に関してそれぞれの乗車券類の精算は行われる）、共通定期券・回数券を設定の上、現金での利用分以外については運賃精算が行われるケースもある。近年では地域ごとに共通回数券や共通乗車カードが設定されていることが多いので、路線個別の精算は共通定期券以外は行っていないこともある。
親会社が運行していた路線を子会社が引き継いで運行し、その路線に親会社が再度乗り入れる場合もあり、その場合の精算は乗車券・回数券等の発券分は発券会社に別途請求し、現金収入は収受した会社の利益となる例がある。
定期券に関しては、運行路線や利用状況の確認のため整理券を発券し、降車時に乗務員が別途整理券のみ回収し、利用状況により配分率を別途計算する方式を行っている例もある（1990年代に北海道中央バスにおける空知・旭川管内路線において、特急滝旭線・深旭線運行時に行われている）。
中央高速バス甲府線の開設当初は、京王・富士急・山梨交通の3社相互乗り入れ方式であったが、以前は時間帯による運賃収入の格差を解消するため、ダイヤ改正がなくても毎年担当便を変更する方法で調整していた。現在は後述の「運賃プール精算制」となっている。
また、各社で収入・支出を割り勘とする例もある。例えば琉球バス交通と沖縄バスが共同運行している28番読谷線に乗車し、運賃を200円支払った場合、半分の100円は琉球バス交通の収入になり、残りの100円は沖縄バスの収入になる。この方式は後述の「運賃プール精算制」に近いが、各社ごとの運行キロ数によらない方法なので、こちらに分類される。
後述の「運賃プール精算制」に対して、こちらの方式を「着札精算制」と呼ぶこともある。

##### 相互乗り入れと独占禁止法の関係
1997年（平成9年）7月の公正取引委員会の見解によれば、旅客の利便の増進を目的とするダイヤ・時刻・運行便数などの調整については、以下の条件すべてを満たしていれば、原則として独占禁止法上問題とはならないとされる。
- 全体として競争手段を制限し、需要者の利益を不当に害さないものである
- 当該協定が特定の事業者に対して不当に差別的でないものである
- 事業者に協定の遵守を強制するものではない

また、同見解においては、以下の協定は独占禁止法上問題とはならない旨も明記されている。
- 定期乗車券の共通使用
- 共通乗車券（バス共通カード、共通回数券)
- 連絡運輸及びこれに付随して行われる運賃の計算・収受・配分に関する協定
- バスターミナル等の設備の共用

なお、前述琉球バス交通・沖縄バス共同運行の各路線については、道路運送法第18条に基づく独占禁止法の適用除外対象として国土交通大臣に認可を受けたものである。

#### 運賃プール精算制
高速バスで共同運行といえば、この方式を指すすことが多い。同一の区間を運行する各社間の中で1社が幹事役となり、その路線に関わるすべての収入を一旦取りまとめた後、運行便数・走行キロ数に応じて各社に配分する方法である。便ごとの乗客の多寡に各社ごとの収入が左右されないことから、多くの高速バスで導入されている方法である。
例えば、片道40 kmの路線があったとして、A社が1往復全区間運行し、B社は復路を途中30 kmで運行終了した場合、A社の走行キロは80 kmであるが、B社は70 kmしか運行していないため、A社には全収入の53.3 %が配分され、残りがB社の取り分となる。
この場合、各便の乗車率は考慮されないため、例えばA社便の乗客がゼロで、B社便で乗客が合計100人いたとしても、A社には収入が配分される。A社便の乗客を増やすためにB社が利用促進の活動を行ない、その結果A社便の乗客が増加した場合、増加した分の収入はB社にも配分される。
運賃プール精算制は、1983年に西日本鉄道・阪急バスの共同運行により運行を開始した夜行高速バス「ムーンライト号」で採用されたのが最初とされている。多くの事業者が関わるものでは、1984年（昭和59年）運行開始の中央高速バス伊那・飯田線の6社プール精算などが挙げられる。
また、類似内容の高速バス路線の運行について、共倒れを防ぐため異なる路線の間でもこの方法が採られるケースもあり、運行開始当初の「ルブラン号」「ルミナス号」「マスカット号」（いずれも東京 - 岡山・倉敷間を結ぶ路線）では、3路線6社でのプール精算となっていた。
なお、異なる会社の共同運行ではないが、JRバス関東では、複数の支店が運行に関わる場合に、支店間で同様の方法による精算を行っている。JRバス関東では支店ごとの独立採算制を重視しており、それぞれの支店が担当する高速バスの収入は、担当支店の収入となるからである。
例えば「かしま号」の場合、まず運行会社のJRバス関東・関東鉄道・京成バスで配分された後、JRバス関東の収入については東京支店・東関東支店・土浦支店で運行便数に応じて再配分される。
運賃プール精算制の場合は、路線ごとの収入を明確にするため、回数券などは当該路線専用の共通回数券が用意されることが多い。
車両に関しても、共同運行路線を担当する車両は、極力その日一日は当該共同運行路線専用で使用する例が多く、間合い運用等で共同運行路線の担当車両が一般路線の運行に入る場合、管轄する営業所等において運賃箱をそれぞれ一般路線と共同運行とで分け、運賃精算に支障が無いよう便宜を図る場合がある。

##### 運賃プール精算制と独占禁止法の関係
運賃プール精算制は、「事業者間で運賃・運行回数等について制限することになり、原則として独占禁止法上問題になる」というのが公正取引委員会の見解であるが、「事業者が単独で参入しにくい場合において、新規路線を開設するために行われる共同経営に関する協定」「新規路線を開設するために行われる共同経営に関する協定を既に行っている事業者が、単独では当該協定に係る路線を維持することが困難な場合に行われている当該協定」については、路線分割・市場分割を行う協定を除き、原則として独占禁止法上問題とはならないとされている。

### 高速バスにおける共同運行
高速バスの場合、予約定員制か座席指定制となることから、極力座席配置などの仕様は統一するケースが多く、特に夜行高速バスではその傾向が強い。
「ムーンライト号」では車両のカラーリングも含めて全く同一の車両を使用していた他、「ノクターン号」では各社ともに1号車用と2号車用のカラーリングが用意されたり、運行開始当初の「らくちん号」のように、4社が車種まで揃えたケースが挙げられる。しかし、高速バスブームなどで共同運行の組み合わせが増えるに従い、それぞれの標準的な仕様が異なってくるケースも増加した。基本的には座席定員のみ合わせているケースが多く、1 - 2席程度の違いであれば、予備席として吸収させてしまうケースもある。
近年はコスト削減の観点から、同一事業者の車両については仕様統一される傾向にあるが、共同運行の事業者によって車種や車両仕様、車内設備が大きく変わってしまうこともある。京阪京都交通と京都京阪バスの「立命館大学 (BKC) 線」では前者は高速仕様車で、後者はワンロマ車で運行するため、車両のドア数と車内設備が大きく異なる実例もある。

### 共同運行路線の例

#### 相互乗り入れ

##### 高速バス
高速バス関連
- 中央高速バス - 伊那・飯田線6社、諏訪岡谷線5社と、事業者数の多い共同運行路線が複数存在する。
- ジェイアールバス関東 - 高速バスを多数運行していることから、共同運行事業者は41社に及ぶ。
- ムーンライト号 (高速バス) - 日本で初めて運賃プール精算制を導入した路線。
- サンライト号 - 路線開設当初は共同運行事業者が7社に及んだ。
- ツィンクル号（西東京バス・近鉄バス）- 共同運行ではあるが、運賃計算は着札精算制を導入。これにより車両仕様を各社で変えることが可能となり、近鉄は2階建てバスの三菱ふそう・エアロキングを導入していた[3]。
- ひた号（西日本鉄道・日田バス）- 西鉄運行便も日田バスに運行委託されているが、収入は区別されている。

##### 路線バス
- 北海道内路線
  - 札幌市厚別区・札幌市清田区・北広島市における、北海道中央バス・ジェイ・アール北海道バスの一部路線
共通定期券の発行（一部路線のみ）、停留所の統一、ダイヤの調整が行われている。ジェイ・アール北海道バスのみ札幌駅直通系統が存在するなど、各社ごとに変則的な系統を設けている路線もある。
時刻表を一本化し系統番号も統一されている路線（新111・循環 新111など）と、時刻表が各社ごとに書かれ（ダイヤの調整はされている）系統番号も統一されていない路線（白28・新15など）がある。運賃支払い方法は全路線とも各社ごとの方法を採用している。
- 八戸市内路線
  - 八戸駅-中心街ターミナル（八戸市営バス・南部バス）
八戸駅 - 中心街ターミナル間で2社の路線を整理、10分間隔の共同運行化、共通定期券類の発売、運賃共通化、時刻表一本化を実施。
  - 中心街ターミナル-八太郎（八戸市営バス・南部バス）
中心街ターミナル - 八太郎間で2社の路線を整理、20分間隔の共同運行化、共通定期券類の発売、運賃共通化、時刻表一本化を実施。
  - 八戸市内全線（八戸市営バス・南部バス・十和田観光電鉄バス）
かつてより回数券の3社共同利用を実施。また市内全線で中心街ターミナルを中心に、3社共通のナンバリング導入、路線図一本化、市内初乗150円(50円刻み)上限300円の運賃共通化を実施。同様に、周辺市町村までの対象路線で上限500円の共通運賃を取り入れている。
- 群馬県内路線
  - 志賀草津高原線（JRバス関東・西武観光バス・草軽交通）
草津温泉 - 白根火山間は共通乗車可能となっている。
- 埼玉県内路線
  - KM11・KM12系統（国際十王交通）・KM-11・KM-12系統（川越観光自動車）
会社によらず運賃は同じ（区間運賃制）で、定期券類も相互利用可。
かつては東武バスの単独路線（東松01系統）で、当該路線の運行を分担して担当していた熊谷営業所と森林公園出張所をそれぞれ別々のグループ会社に移管する際、当該路線は2001年4月に熊谷側の国際ハイヤー（現国際十王交通）へ集約移管され、永らく単独路線として運行された。2024年9月に森林公園側の川越観光自動車が参入し、共同運行を開始した。
- 東京都23区内路線（記載運賃は2014年4月1日以降の現金利用時のもの）
  - 東98系統（東急バス）・東98系統（都営バス - 廃止）
現在は東急バスの単独運行。都営は東京駅 - 等々力間の全線が200円均一（都区内都営・京王バス運賃）だったが、東急は途中の目黒駅を境に、東京駅側が都営にあわせて200円、等々力側は210円（都区内民営バス運賃）となり、乗車した社局によって運賃が異なっていた。また共通定期券も扱っていた。
2013年4月1日より東急バスの単独運行となったが、運賃は従来と同様に目黒駅を境に変わる方式とした（2014年4月1日より東京駅 - 目黒駅が210円、目黒駅 - 等々力操車所が220円に値上げ）。
  - 渋66系統（都営バス）・渋66系統（京王バス）
社局・区間にかかわらず、運賃は都区内都営・京王均一運賃の210円。
  - 渋24系統（東急バス）・渋24系統（小田急バス - 廃止）
現在は東急バスの単独運行。共同運行当時は会社・区間にかかわらず、運賃は都区内民営バス均一運賃の220円。共通定期券は小田急バスの渋26系統でも利用できた。
  - 玉07系統（東急バス）・玉07系統（小田急バス）
会社・区間にかかわらず、運賃は都区内民営バス均一運賃の220円。共通定期券は小田急バスの玉08系統でも利用できる。
  - 石02系統（西武バス）・石02・03、増16系統（国際興業バス）
会社・区間にかかわらず、運賃は都区内民営バス均一運賃の220円（途中区間で埼玉県和光市を通るが都区内運賃を適用）。共通定期券は西武バスの石01・04、増71・72系統でも利用できる。かつてはダイヤが調整されず、成増駅・石神井公園駅ののりばも異なっていたが現在は統一されている。
- 東京都23区と川崎市にまたがる路線
  - 空84系統（京浜急行バス）・空84系統（川崎鶴見臨港バス）
- 東京都多摩地域の路線（一部神奈川県内に乗り入れ）
  - 三鷹駅・保谷駅発着路線
    - 鷹21系統（西武バス）・鷹21系統（関東バス）
会社によらず運賃は同じ。東伏見稲荷神社を境に、三鷹駅側が都区内均一運賃、保谷駅側が区間制運賃。
かつては乗降・支払方法が異なり、西武バスが後乗り後払い整理券方式、関東バスが前乗り先払い申告制だったが、現在は西武バスも前乗り先払い申告制に統一されている。

  - 稲城駅発着路線
    - 稲11・稲12系統（小田急バス）・稲11・稲12系統（京王バス）
2016年5月まで、朝ラッシュ時は前乗り中降りの行き先申告制前払い、それ以外の時間帯は中乗り前降りの運賃後払いで、両社とも統一されていた。しかし、翌月より小田急バスが中乗り前降り方式を取りやめた為、現在では朝ラッシュ時以外、乗降・支払方法が異なっている。
稲11では長峰での路線運用も若干異なり、小田急は専用の折返場があるため折り返し運行が可能だが、京王は自社所有の折返場閉鎖に伴って折り返し運用が困難になり、夜間の出入庫運用のみとなった。

  - 聖蹟桜ヶ丘駅・永山駅・多摩センター駅・京王堀之内駅・南大沢駅発着路線（神奈川中央交通・京王バス）
系統番号を統一して運行ダイヤも調整され、共通定期券も存在する。共通定期券は券面区間内に限り、同経路を走る他の系統（一部を除く）でも利用できる。
かつては乗降・支払方法が異なっており、京王バスが中乗り前降り後払い、神奈川中央交通が前乗り中降り先払い（桜84系統のみ前乗り前降り後払い）だったが、2017年3月21日より神奈川中央交通多摩営業所・町田営業所管内の乗降方法が変更され、京王と同じ中乗り前降り後払いに統一された[4]。
    - 桜22系統（神奈川中央交通）・桜22系統（京王バス）
    - 桜84系統（神奈川中央交通 - 廃止）・桜84系統（京王バス - 廃止）
    - 永12系統（神奈川中央交通 - 廃止）・永12系統（京王バス - 廃止）
    - 永65系統（神奈川中央交通）・永65系統（京王バス）
    - 永66系統（神奈川中央交通）・永66系統（京王バス）
    - 多03系統（神奈川中央交通）・多03系統（京王バス - 廃止）
    - 多61系統（神奈川中央交通）・多61系統（京王バス）
    - 堀01系統（神奈川中央交通）・堀01系統（京王バス）
    - 堀02系統（神奈川中央交通）・堀02系統（京王バス）
    - 堀03系統（神奈川中央交通）・堀03系統（京王バス）
    - 南51系統（神奈川中央交通）・南51系統（京王バス）
    - 南52系統（神奈川中央交通）・南52系統（京王バス）

  - 鶴川駅発着路線（神奈川中央交通・小田急バス）
    - 鶴08系統（神奈川中央交通）・鶴08系統（小田急バス）
岡上停留所のみ川崎市内のため、区間をまたいで乗車した場合は川崎市内運賃として神奈中は220円、小田急バスは240円が適用される。
    - 鶴10系統（神奈川中央交通）・鶴10系統（小田急バス）
    - 鶴11・鶴13系統（神奈川中央交通）・鶴11・鶴13系統（小田急バス）
共通定期券は、鶴川駅 - 鶴川団地に限り、小田急バスの鶴12系統および神奈川中央交通の町50系統も利用できる。
    - 鶴26系統（神奈川中央交通）・鶴26系統（小田急バス）
- 川崎市内路線
  - 川03系統（川崎鶴見臨港バス）・川03系統（川崎市バス - 廃止）
2013年5月1日より川崎鶴見臨港バスの単独運行となった。
  - 鷺02系統（東急バス）・鷺02系統（川崎市バス）
  - 鷺31系統（東急バス）・鷺31系統（川崎市バス）・鷺31系統（小田急バス）
鷺31系統では路線開設当初から共通定期券の取り扱いはない。当初は運賃が210円で統一されていたものの、2022年10月1日より川崎市交通局が220円に運賃改定したのを皮切りに事業者毎で運賃が異なる状況となり、その後は2023年3月16日に東急バスが運賃改定し、2023年5月15日には小田急バスが運賃改定したことで一旦運賃統一が図られたものの、2024年に東急バスが230円、小田急バスが240円と異なる運賃で改定したため、現在では再び3社局で異なる運賃となっている。
  - 新10系統（小田急バス）・新10系統（川崎市バス - 廃止）
2021年3月1日より小田急バスの単独運行となった。
- 横浜市と川崎市にまたがる路線
  - 新23系統（小田急バス）・新23系統（東急バス - 廃止）
  - 新25系統（小田急バス）・新25系統（東急バス - 廃止）
  - 柿23系統（小田急バス）・柿23系統（東急バス - 廃止）
かつては神奈川中央交通も柿23を運行。2024年3月9日まで運行されていた神奈川中央交通の柿26は共通定期券利用不可だった。上記3系統では2023年9月1日より小田急バスの単独運行になった[5]。
  - た83系統（川崎市バス）・た83系統（東急バス）
  - 日95系統（東急バス）・日95系統（川崎鶴見臨港バス）
- 横浜市内路線
横浜市内の路線バスでは3種類が存在する。
  - 系統番号・時刻表を統一
    - 本01系統（神奈川中央交通）・本01系統（江ノ電バス）※廃止路線
2008年12月26日廃止。系統番号が統一されているが共通定期券の設定はなかった。前述のとおり江ノ電バスの方向幕には系統番号が表示されないが、相互乗り入れ路線のためこの路線では表示されていた。

  - 系統番号を統一し共通定期券を設定
    - 23系統（横浜市営バス）・青23系統（東急バス）・23系統（神奈川中央交通）
横浜市営バス・東急バスは青葉台駅 - 十日市場駅 - 若葉台中央間を運行。神奈川中央交通は十日市場駅 - 若葉台中央間のみを運行。共通定期券は、同区間に限り神奈川中央交通の峰02・境21系統（十日市場駅 - 若葉台中央 - 鶴ヶ峰駅/三ツ境駅）も利用できたが、横浜市営バス側が制度維持困難を申し出たことで、2024年3月23日で共通定期券の販売を終了した。

  - 系統番号・時刻表を統一し共通定期券を設定
    - 40系統（横浜市営バス - 廃止）・40系統（神奈川中央交通）
元々神奈川中央交通が運行していた路線に、後から横浜市営バスが参入したため、共同運行当時の武相運賃区間は180円、横浜市内運賃および跨いで乗車した場合の運賃は220円だった。2023年6月30日をもって横浜市営バスが運行から撤退し、神奈中の単独運行となり、同時に運賃改定が実施されて武相運賃区間は210円に値上げされた。
    - 90系統（横浜市営バス）・青90系統（東急バス）・90系統（神奈川中央交通東 - 廃止）
横浜市営バス側が制度維持困難を申し出たことで、2024年3月23日で共通定期券の販売を終了した。2025年3月28日には神奈川中央交通東が運行から撤退。
    - 62系統（横浜市営バス）・62系統（神奈川中央交通）
運行便の半分以上が神奈川中央交通の担当である。2007年3月31日までは相模鉄道（現：相鉄バス）も運行していたが撤退している。
    - 56系統（横浜市営バス）・56系統（神奈川中央交通）
    - 119系統（横浜市営バス）・119系統（神奈川中央交通）
    - 116系統（相鉄バス）・116系統（神奈川中央交通）
    - 青55（東急バス）・青55（神奈川中央交通 - 廃止）
青55は2014年8月31日より東急バスの単独運行となった。
- 藤沢市内路線
  - 藤04系統（神奈川中央交通東）・藤04系統（江ノ電バス）
  - 藤06系統（神奈川中央交通東）・藤06系統（江ノ電バス）
  - 辻03系統（神奈川中央交通東）・辻03系統（江ノ電バス）
神奈川中央交通の子会社である神奈川中央交通東・藤沢営業所（旧・藤沢神奈交バス）と江ノ電バス湘南営業所（旧・江ノ電バス藤沢）の共同運行。
- 岡崎市内路線
  - 名鉄東岡崎駅 - JR岡崎駅 - 藤田医大岡崎医療センター（名鉄バス・名鉄東部交通）[6][7]
上記の区間内で両社の定期券が相互利用できる。
- 名古屋市内路線[8][9]
  - 基幹バス 基幹2号系統（名古屋市営バス）・本地ヶ原線（名鉄バス）
運賃支払方法についても、前乗り中降り前払いが標準の名古屋市営バスが、名鉄バスに合わせて中乗り前降り後払いとされている。運行本数・時隔は均等になっていない。栄 - 引山間では共通定期券が設定されているほか、トランパスシステム導入以前から、基幹2号系統に限り、バスカードが共通使用可能であった。運賃は名鉄バスセンター - 三軒家では名鉄バスが名古屋市営バスに合わせて210円均一となっている。
  - 幹栄2号系統・名駅24号系統・中村14号系統（名古屋市営バス）・名古屋・津島線（名鉄バス）
栄・名古屋駅・名鉄バスセンター - 大治西条間に共通乗車制度が設けられている。運賃は名古屋市営バスに合わせて均一制だが、乗降方式や支払い方法は統一されていない。
- 京都市内路線
  - 北3号系統（京都市営バス・京都バス）
  - 86号系統（京都市営バス・京都バス）
  - 快速205号系統（京都市営バス・西日本ジェイアールバス）
利用できる乗車券や割引制度が事業者によって異なるほか、共通定期券の設定はない。
- 北九州市内路線
  - 黒崎・芦屋急行バス（北九州市交通局）・芦屋（急行）黒崎線（西鉄バス北九州）
相互乗り入れという形だが、共通回数券は存在しない（共通定期券は存在）。北九州市営バス（市交通局）の便では交通局発行の交通系ICカード「ひまわりバスカード」や一日乗車券が、西鉄バスの便では西鉄グループ発行の「nimoca」や「得パス」などの乗車券・乗車カードが使用できるなど、運行会社によりサービスが異なる。
- 鹿児島市内路線
  - 4番線（城山・玉里線）（鹿児島市交通局・南国交通）
  - 26番線（明和線）（鹿児島市交通局・南国交通）
  - 36番線（吉田インター線）（鹿児島市交通局・南国交通）
同じく鹿児島県内でバス事業を行っているいわさきグループが、鹿児島市営バスの運行エリアとしていた地域への参入を実施し（競合運行としての乗り入れ）、さらに他社との競合地域である市内中心部において運賃を値下げした（競合が無い地域では運賃を値上げ）。
これに対抗する形で、市営バス（市交通局）が運行を行っていた路線に、南国交通が相互乗り入れという形で参入。ICカード「RapiCa」（ラピカ）を導入している市営バス、南国交通間での新事業として開始された。のちに南国交通の路線に市営バスが相互乗り入れを行っており、さらに、同じラピカグループであるJR九州バスとも相互乗り入れの協議を行っている。
- 沖縄県内路線
  - 20番・名護西線（琉球バス交通・沖縄バス）
  - 28番・読谷（楚辺）線（琉球バス交通・沖縄バス）
  - 29番・読谷（喜名）線（琉球バス交通・沖縄バス）
  - 65番・本部半島（渡久地）線（琉球バス交通・沖縄バス）
  - 66番・本部半島（今帰仁）線（琉球バス交通・沖縄バス）
  - 67番・辺土名線（琉球バス交通・沖縄バス）
  - 70番・備瀬線（琉球バス交通・沖縄バス）
  - 72番・屋我地線（琉球バス交通・沖縄バス）
  - 73番・川田線（琉球バス交通・沖縄バス）
  - 76番・瀬底線（琉球バス交通・沖縄バス）
  - 78番・名護東部線（琉球バス交通・沖縄バス）
  - 89番・糸満線（琉球バス交通・沖縄バス）
  - 111番・高速バス（琉球バス交通・沖縄バス・那覇バス・東陽バス）
  - 120番・名護西空港線（琉球バス交通・沖縄バス）
  - 228番・読谷おもろまち線（琉球バス交通・沖縄バス）
ダイヤは両社で完全に共通化され、運行時刻表も1つにまとめられている。これらの路線に対しては、共同運行路線用の回数券・定期券が発行されており、統一化が図られている。
沖縄本島においては同じ金額ならばどの会社でも使用できる各社共通回数券を導入しており、一部券種・路線を除いては、全路線（一部区間が競合している路線を含む）において、1種の回数券にて乗車・支払いができる。
特に、111番・高速バスを除く琉球バス交通・沖縄バス共同運行の各路線については、道路運送法第18条に基づく独占禁止法の適用除外対象として国土交通大臣に認可を受けたものである。

#### 運賃プール精算制
現在、複数社で運行する高速バスについては、大半がプール精算制を導入している。ただし、他社の車両に乗務するケースがある場合は運行委託として処理しているため、より計算は複雑になる。

#### その他の形態

##### 高速バス
- 名古屋 - 阪神間
名神ハイウェイバス（JR東海バス・西日本JRバス・名阪近鉄バス・名鉄バス）と、名古屋特急ニュースター号（大阪バス・名古屋バス）と、WILLER EXPRESSと、ジャムジャムエクスプレス
名神ハイウェイバス開業当初は全国版の時刻表への掲載のみ1つにまとめられていたが、3社で予約センターもダイヤも車両仕様もバラバラであった。その後1980年代半ばに、名阪近鉄バスは国鉄バスと共同運行体制になった。
その後の乗客減少により、2002年6月1日のダイヤ改定において、名古屋観光日急（現・名鉄バス）を含めたダイヤの調整やターミナルの統一が行われ、完全な共同運行体制（後述の「相互乗り入れ」）に再編された。ただし、周遊きっぷ廃止時点で周遊きっぷで乗車可能なバスは、JR東海バス・西日本JRバス運行便に限られていた。
2012年4月、名神ハイウェイバスに属さない名阪間の高速バスとして、大阪バスにより名古屋特急ニュースター号の運行が開始される。2014年8月、名古屋特急ニュースター号は名古屋バスと共同運行となる。
旧都市間ツアーバス系事業者（WILLER EXPRESS、ジャムジャムエクスプレス）の参入もあり、この区間は競合運行と運賃プール精算制が入り乱れている。
- 阪神 - 淡路島・徳島間
JR系バス会社を中心とするグループ「BLUEネットワーク」（西日本JRバス・JR四国バス・本四海峡バス）と、大手私鉄系バス会社を中心とするグループ（阪急バス・阪神バス・南海バス・神姫バス・山陽バス・淡路交通・徳島バス）がある。なお、阪神－淡路島のみに限れば前述両グループのいずれにも属さない独立系バス会社（みなと観光バス、フットバス）が、また阪神－徳島のみに限れば旧都市間ツアーバス系事業者である海部観光も加わる。
この区間は競合運行と運賃プール精算制が入り乱れているため、乗客は乗車券の購入誤りや誤乗が多い。
阪神 - 淡路島間の下記路線については2023年4月1日から西日本JRバス・本四海峡バス・神姫バス・淡路交通の4社で共同運行とすることになった[10]。
  - 洲本線
    - 三宮洲本線（神姫バス・淡路交通）
    - かけはし号（西日本JRバス・本四海峡バス）
    - 学園都市洲本線（神姫バス・淡路交通）

  - 福良（南あわじ）線
    - 三宮福良線（神姫バス・淡路交通）
    - くにうみライナー（本四海峡バス）
    - 舞子福良線（淡路交通）

  - 三宮西浦線（神姫バス・淡路交通）
三宮～高速舞子～北淡IC間で共通乗車（4社の乗車券で当該路線が利用可能）
- 松山 - 高知間
ホエールエクスプレス（伊予鉄バス・とさでん交通）・なんごくエクスプレス（JR四国バス）
ダイヤのみ調整しているが別路線扱いで「ダブルトラック」に近い。

##### 路線バス
- 神奈川県内路線
  - 船05系統（神奈川中央交通）・船05系統（江ノ電バス）
上大岡駅 - 大船駅間では、両社とも同じ系統番号に統一されている。
共通定期券の設定はない。また土休日の昼間に神奈中の船05系統の運行はなく、代わりに神奈川中央交通側はおもに船20系統の運行となる。
同区間では他に、江ノ電バスがA21系統も運行している。
  - 小田原駅・箱根湯本駅からの箱根登山バス・伊豆箱根バス
ダイヤ・回数券・定期券・フリー乗車券ともバラバラであるが、両社とも運行している区間の普通乗車券のみ共通利用可能。また、PASMOも両社とも利用可能。

- 大阪市内路線
  - ともに私鉄系（阪急・近鉄）の路線が運行を終了したため過去のもの。共通定期券はなく、昼間回数券のみ共通で使用可能であった。地下鉄との連携や敬老乗車証の利用なども私鉄系とは行っていなかった。スルッとKANSAIやPiTaPa・ICOCAなどは各社利用可能であった。ターミナル（大阪駅周辺など）ではのりばも別々になっていた。
    - 阪急バス加島線（17・18系統）・大阪シティバス（旧大阪市営バス）97号系統
    - 近鉄バス阪奈生駒線・大阪シティバス（旧大阪市営バス）36号系統

- 沖縄県内路線
  - 27番・屋慶名（大謝名）線（琉球バス交通・沖縄バス）
  - 227番・屋慶名おもろまち線（琉球バス交通・沖縄バス）
系統番号、路線名、経路がすべて同じであるが、時刻表は2社が別々に掲載しており、ダイヤも調整されていない。1998年4月より、沖縄県内では全区間を競合する路線のほとんどが共同運行となったが、上記の2路線だけは現在でも競合路線となっている。
なお回数券については、沖縄本島においては各社共通回数券を導入しており、同じ区間ならばどの会社でも使用できるため、実質的に共通利用が可能になっている。

### 付記
- 佐賀県内各事業者および沖縄本島4社においては、一部の券種を除くほとんどの回数券について、共同運行形態に関係なく共通利用が可能となっており、発行事業者以外でも利用可能。特に佐賀県では、回数券の割引率が統一されていない（佐賀市交通局の回数券のみ1000円で1200円分、その他の事業者は1000円で1100円分）にもかかわらず共通利用が行なわれている。